# Dan Larimer
Daniel "Dan" Larimer ist ein auf Kryptowährungen und Blockchain-Anwendungen spezialisierter Softwareentwickler und Unternehmer. Er war maßgeblich an der Entwicklung der Kryptowährungen BitShares (2014), Steem (2016) und EOS (2017) beteiligt. Das Vermögen von Dan Larimer wurde von Forbes im Februar 2018 auf 600 bis 700 Millionen US-Dollar geschätzt.

## Leben und Ausbildung
Im Jahr 2003 erhielt Dan Larimer von der Virginia Polytechnic Institute and State University den Titel "Bachelor of Science" der Informatik.
Gemeinsam mit seinem Vater Stan Larimer gründete Dan Larimer das Unternehmen Cryptonomex Inc., welches sich auf die Beratung von Unternehmen in Bezug auf die aufstrebende Blockchain-Technologie spezialisiert hatte.
Dan Larimers Interesse für die Blockchain-Technologie begann im Jahr 2009 in den Anfangstagen von Bitcoin.

## Karriere
Daniel Larimer gilt als Erfinder des DPOS (Delegated Proof of Stake) Konsensus-Algorithmus sowie als Schaffer der Graphene Technologie.

### BitShares
Im Jahr 2013 schuf Larimer mit Bitshares die erste Kryptowährung, die auf den DPOS (Delegated Proof of Stake) Konsensus-Algorithmus zur Blockverifizierung setzte.

### Steem
Anfang 2016 verließ Larimer BitShares, um gemeinsam mit Ned Scott die Steem Blockchain, sowie das darauf aufbauende soziale Netzwerk Steemit, zu gründen. Nach der Gründung war er bis zu seinem Rückzug am 14. März 2017 CTO von Steemit.

### EOS.IO
Am 26. Juni 2017 verkündete Larimer den Start von EOS, eine der mittlerweile größten und gemessen an der Gesamtmarktkapitalisierung wertvollsten Kryptowährungen.

### Wissenschaft und Lehre
An seiner ehemaligen Universität, der Virginia Polytechnic Institute and State University, war Dan Larimer zu mehreren Anlässen in beratender und unterrichtender Rolle rund um die Thematik Blockchain tätig. Außerdem sicherte er dem dortigen Department für Informatik finanzielle Unterstützung in der Höhe von drei Millionen US-Dollar zu.